# زولتان توث (لاعب كرة قدم)
زولتان توث (بالمجرية: Tóth Zoltán)‏ هو لاعب كرة قدم مجري في مركز حراسة المرمى، ولد في 29 ديسمبر 1955 في بودابست في المجر. لعب مع نادي أويبست ونادي غوادالاخارا.